# 独角兽区
独角兽区（Contrada del Leocorno）是意大利锡耶纳的17个堂区之一。位于田野广场以东。传统上，该区居民为银匠。
该区区旗为橙色和白色，镶蓝色边。
该区标志为一只是独角兽。
该区盟友为豹区和龟区。竞争对手为猫头鹰区。
该区的主保圣人是圣若翰洗者，庆祝日是6月24日。
该区最后一次在锡耶纳赛马节中获胜是在2007年8月16日。历史上该区共获胜30次。